# Franco Malvano
Franco Malvano (Napoli, 8 maggio 1945) è un politico e poliziotto italiano.

## Biografia

### Carriera in Polizia
Nel 1964 ottiene la maturità classica, si laurea prima in giurisprudenza e successivamente anche in scienze politiche presso l'Università Federico II di Napoli, supera il concorso di Commissario di Polizia il 25 febbraio del 1971 e la sua prima esperienza fu presso la Questura di Palermo, dove ha lavorato all'ufficio antimafia.
Viene trasferito nel 1972 alla Questura di Reggio Calabria, durante il periodo della rivolta popolare a seguito della decisione di trasferire il capoluogo di regione da Reggio Calabria a Catanzaro. Qui dirige l'ufficio antimafia.
Malvano ritorna a Napoli nel marzo del 1977 dove dirige la sezione antiracket della squadra mobile. Dal 1982 al 1986 è il capo della squadra mobile e sostituisce il Vice Questore Ammaturo ucciso dalle Brigate Rosse. Nel 1991 gli viene affidato l'incarico di Commissario Straordinario al Comune di Marano, il cui Consiglio Comunale era stato sciolto per infiltrazioni mafiose.
Dal 1992 al 1994 ricopre l'incarico di vicequestore vicario della Questura di Napoli; nel giugno 1994 è il responsabile dell'ordine pubblico ed organizza i servizi di sicurezza relativamente al G7 tenutosi nella città partenopea,  coordinando le polizie dei paesi partecipanti. Nel corso del vertice viene ferito alla testa in occasione di una delle manifestazioni di protesta degli autonomi: continua la sua attività curando di persona la protezione dell'allora Presidente degli Stati Uniti, Bill Clinton (il Presidente si complimenterà per la sua tenacia definendolo "A very strong man"). Nell'agosto del 1994 Malvano è Questore a Catanzaro.
Due anni dopo viene trasferito alla Questura di Reggio Calabria dove si distingue per la forte azione di contrasto alla 'Ndrangheta, qualificando l'attività delle misure di prevenzione con la creazione di una task force specializzata nel sequestro dei beni ai mafiosi. Dal 2000 è Questore di Bari, dove dirige l'Operazione Primavera che contrasta, in maniera determinante, il contrabbando di sigarette. Il 18 giugno 2002 viene nominato Questore di Napoli.

### Esperienza politica
Alle elezioni politiche del 2006 Malvano viene eletto senatore tra le file di Forza Italia; nel corso di tale carica è componente della 2ª Commissione permanente (Giustizia), del Comitato parlamentare Schengen, Europol e Immigrazione e della Commissione parlamentare d'inchiesta sul fenomeno della criminalità organizzata mafiosa o similare.
Alle Elezioni Amministrative 2006 è il candidato sindaco per la Casa delle Libertà nella città di Napoli che sfida il sindaco uscente Rosa Russo Iervolino; Malvano raccoglie il 37,8% dei voti contro il 57% della Iervolino. In seno al Consiglio Comunale di Napoli Franco Malvano è stato capo dell'opposizione e componente delle Commissioni Mobilità, Cultura e di Vigilanza su Bagnolifutura.
Dal 1º gennaio 2008 è stato nominato Prefetto della Repubblica. Ad agosto 2008 si dimette dagli incarichi politici ed inizia a collaborare con la struttura governativa del sottosegretario Guido Bertolaso in qualità di consulente in materia di sicurezza ed ordine pubblico in merito all'emergenza rifiuti in Campania. Malvano è stato candidato per Il Popolo della Libertà alle elezioni europee del 2009 nella Circoscrizione Sud, ottenendo circa 44000 voti di preferenza.
Franco Malvano ricopre l'incarico di Assessore alla Sicurezza e Legalità alla Provincia di Napoli. Dal 2010 è il presidente della commissione anti-racket e anti-usura del Consiglio regionale della Campania.